# National Iranian South Oil Company
National Iranian South Oil Company (NISOC; em persa: شرکت ملی مناطق نفت‌خیز جنوب ایران) é uma companhia petrolífera estatal, sediada em Ahvaz, Irã.

## História
A companhia foi estabelecida em 1972.